# Chageの茶会2012 〜座・藍燈横濱〜
『Chageの茶会2012 〜座・藍燈横濱〜』（チャゲのちゃかい ざ・あいひよこはま）は、Chageのライブ・ビデオ。2013年1月23日にBDで発売された。発売元はロックダムアーティスツ。

## 概要
2012年8月21日から26日にかけ、横浜赤レンガ倉庫1号館3Fホールにて開催されたイベント『Chageの茶会2012 〜座・藍燈横濱〜』の模様が収録されている。
一般販売は行われず、通信販売限定商品として発売された。

## 収録曲
1. ブルー・ライト・ヨコハマ
作詞：橋本淳　作曲：筒美京平
いしだあゆみのカバー。
2. 花暦
作詞：松井五郎　作曲：Chage
3. 螢
作詞・作曲：Chage
4. 月が海にとける夜
作詞：Chage・松井五郎　作曲：Chage
5. 嘘
作詞・作曲：Chage
6. 3月のタンポポ
作詞：松井五郎　作曲：西川進
7. ボクラのカケラ
作詞：Chage・松井五郎　作曲：Chage・村田努
8. TOKYO MOON
作詞・作曲：Chage
9. &C
作詞：松井五郎　作曲：Chage
10. 悲しみにさよなら
作詞：松井五郎　作曲：玉置浩二
安全地帯のカバー。
11. ベンチ
作詞・作曲：Chage
12. 永い一日
作詞：松井五郎　作曲：Chage
13. Here & There
作詞：松井五郎　作曲：Chage・村田努

## Chageの茶会2012 〜座・藍燈横濱〜 (アルバム)
『Chageの茶会2012 〜座・藍燈横濱〜』（チャゲのちゃかい ざ・あいひよこはま）は、Chageの配信限定ライブ・アルバム。

### 解説
2012年8月21日から26日にかけ、横浜赤レンガ倉庫1号館3Fホールにて開催されたイベント『Chageの茶会2012 〜座・藍燈横濱〜』の模様を収録した配信限定アルバム。
映像作品の発売からおよそ1か月後にリリースされた。

#### 収録曲
| #         | タイトル                     | 作詞            | 作曲          | 時間  |
| --------- | ---------------------------- | --------------- | ------------- | ----- |
| 1.        | 「ブルー・ライト・ヨコハマ」 | 橋本淳          | 筒美京平      | 3:07  |
| 2.        | 「花暦」                     | 松井五郎        | Chage         | 4:58  |
| 3.        | 「螢」                       | Chage           | Chage         | 5:25  |
| 4.        | 「月が海にとける夜」         | Chage、松井五郎 | Chage         | 3:58  |
| 5.        | 「嘘」                       | Chage           | Chage         | 4:00  |
| 6.        | 「3月のタンポポ」            | 松井五郎        | 西川進        | 5:22  |
| 7.        | 「ボクラのカケラ」           | Chage、松井五郎 | Chage、村田努 | 4:38  |
| 8.        | 「TOKYO MOON」               | Chage           | Chage         | 5:28  |
| 9.        | 「&C」                       | 松井五郎        | Chage         | 8:01  |
| 10.       | 「悲しみにさよなら」         | 松井五郎        | 玉置浩二      | 4:51  |
| 11.       | 「ベンチ」                   | Chage           | Chage         | 5:17  |
| 12.       | 「永い一日」                 | 松井五郎        | Chage         | 5:35  |
| 13.       | 「Here & There」             | 松井五郎        | Chage、村田努 | 6:54  |
| 合計時間: | 合計時間:                    | 合計時間:       | 合計時間:     | 67:34 |